# Praeaphanostoma wadsworthi
Praeaphanostoma wadsworthi är en plattmaskart som beskrevs av Hooge och Tyler 2003. Praeaphanostoma wadsworthi ingår i släktet Praeaphanostoma och familjen Isodiametridae. Inga underarter finns listade i Catalogue of Life.